# Sofiya Shemsu
Sofiya Shemsu (ur. 12 września 1994) – etiopska lekkoatletka specjalizująca się w biegach średnich i długich. 
Ósma zawodniczka biegu na 800 metrów podczas mistrzostw Afryki w Porto-Novo (2012). Srebrna medalistka mistrzostw świata w biegach przełajowych w drużyniei juniorek z 2013. Stawała na podium mistrzostw Etiopii. 

## Osiągnięcia
| Rok  | Impreza                                   | Miejsce         | Konkurencja        | Pozycja    | Wynik   |
| ---- | ----------------------------------------- | --------------- | ------------------ | ---------- | ------- |
| 2011 | Mistrzostwa świata juniorów młodszych     | Lille Metropole | bieg na 800 metrów | półfinał   | 2:15,58 |
| 2012 | Mistrzostwa Afryki                        | Porto-Novo      | bieg na 800 metrów | 8. miejsce | 2:07,09 |
| 2013 | Mistrzostwa świata w biegach przełajowych | Bydgoszcz       | bieg juniorek      | 6. miejsce | 18:20   |
| 2013 | Mistrzostwa świata w biegach przełajowych | Bydgoszcz       | drużyna juniorek   | 2. miejsce |         |

## Rekordy życiowe
- bieg na 800 metrów – 2:03.2h (2013)